# Azteca brevis
Azteca brevis är en myrart som beskrevs av Auguste-Henri Forel 1899. Azteca brevis ingår i släktet Azteca och familjen myror. Inga underarter finns listade.